# Partita per violino n. 3 (Bach)
BWV 1006 è la sigla che indica una partita in mi maggiore per violino solo di Johann Sebastian Bach. Fu composta nel 1720.
Si compone di un preludio, una loure, una gavotta en rondò, un doppio minuetto, una bourrée e una gigue.
Trascritta in forma di suite, fu catalogata come BWV 1006a.

Tale suite può essere oggi eseguita sia per liuto che per chitarra. L'utilizzo di questi strumenti, anziché del clavicembalo, è giustificato dall'estensione del brano su registri bassi, tipici della letteratura per chitarra e liuto.

## Preludio
Si presenta con una scrittura ad arpeggio e per la maggior parte del brano vi sono due voci che si alternano in modo regolare (bariolage), dove una costruisce la melodia e l'altra, formando un pedale, costruisce l'accompagnamento e l'armonia adattandola ai vari periodi musicali, cambiando la nota-pedale (in certi passi le voci diventano tre). La musica venne in seguito riutilizzata dallo stesso Bach per la cantata Wir danken dir, Gott, wir danken dir BWV 29.

## Loure
Il Loure ha un tempo lento di 6/4, e ha un andamento imitativo in più voci. Il brano, in mi maggiore, modula in si alla fine della prima parte, mentre nella seconda, passando per la tonalità di fa# minore, torna nella tonalità d'impianto. Il tema iniziale, esposto nella prima battuta, viene ripreso in seguito una quinta sotto. L'andamento ritmico è lineare, interrotto alla metà da un passaggio in terzine. È un brano armonicamente articolato, con modulazioni frequenti e accordi di settima diminuita. Com'è consuetudine nei brani di una partita, sono presenti ritornelli alla metà e alla fine.

## Gavotta en rondò
Questo movimento coniuga la forma di danza con quella molto usata del rondò, pratica diffusa nel XVIII secolo.
Il tema, di 8 battute, viene esposto all'inizio e immediatamente ripetuto. Seguono poi episodi alla fine dei quali si ripete volta per volta il ritornello. La forma è AABACaADAEA.

## Minuetto I/II
I due minuetti, rispettivamente di 34 e 32 battute, hanno il tempo di 3/4. Essi si sviluppano nella tonalità di mi maggiore, modulando a quella di si alla metà e tornando in seguito alla tonalità d'impianto. La scrittura è polifonica, ma ci sono lunghi passaggi a una sola voce.
Alcuni esecutori si comportano come se di fronte avessero, invece di un doppio minuetto, un minuetto ed un trio, per cui, dopo aver eseguito coi ritornelli entrambi i minuetti, ripetono il primo senza i ritornelli.

## Bourrée
La Bourrèe, sesta danza all’interno della Partita III per violino solo (BWV 1006), si compone di 38 battute, inclusive di quelle contenenti i movimenti in levare (anacrusi) che rappresentano gli incipit nonché quelle (incomplete) che costituiscono la chiusura delle due sezioni ritornellate. La stesura, nell’estensione di due ottave (Si IV corda – Si I corda), prevede ampio impiego di legature, dalle due alle otto crome all’interno di una singola arcata, distribuite su passaggi diatonici ascendenti e discendenti. La dinamica assai circostanziata (raro nelle edizioni “Bach-Gesellschaft) è forse uno degli elementi più interessanti di questo brano. Nel particolare poi vi sono, sia nella prima che nella seconda sezione, esempi di alternanza di una stessa frase forte e piano (effetto eco).